# Liste du patrimoine immobilier classé de Vaux-sur-Sûre
Cette page regroupe l'ensemble du patrimoine immobilier classé de la commune belge de Vaux-sur-Sûre.
| Objet | Année de construction / Architecte | Adresse        | Section communale | Coordonnées                      | Numéro d’inventaire | Illustration |
| --- | ---------------------------------- | -------------- | ----------------- | -------------------------------- | ------------------- | --- |
| Ancien cimetière de Sibret |                                    | Rue du Centre  | Sibret            | 49° 58′ 20″ nord, 5° 38′ 05″ est | 82036-CLT-0001-01   | Ancien cimetière de Sibret |
| Chapelle Notre-Dame de Villeroux dans sa totalité, avec le mur d'enceinte du cimetière et les pierres et croix tombales intéressantes (M) ainsi que l'ensemble formé par la chapelle et le cimetière (S) |                                    |                | Villeroux         | 49° 58′ 45″ nord, 5° 39′ 14″ est | 82036-CLT-0002-01   | Chapelle Notre-Dame de Villeroux dans sa totalité, avec le mur d'enceinte du cimetière et les pierres et croix tombales intéressantes (M) ainsi que l'ensemble formé par la chapelle et le cimetière (S) |
| Château-ferme du Monceau (façades et toitures) (M) et ensemble formé par cette ferme et les terrains environnants (S)                                                                                    |                                    | rue de Monceau | Juseret           | 49° 52′ 53″ nord, 5° 33′ 08″ est | 82036-CLT-0003-01   | Image manquanteTéléverser |
| Caves découvertes sous l'aile disparue du château-ferme du Monceau |                                    | rue de Monceau | Juseret           | 49° 52′ 52″ nord, 5° 33′ 08″ est | 82036-CLT-0004-01   | Image manquanteTéléverser |